# WePlay AniMajor
WePlay AniMajor — мейджор-турнир по Dota 2, последний в сезоне Dota Pro Circuit 2021. По мнению обозревателя Forbes Майка Стаббса, WePlay AniMajor стал одним из лучших киберспортивных событий эпохи пандемии.
Организован Valve Corporation и проведен холдингом WePlay Esports, известным по таким мероприятиям, как Bukovel Minor 2020, WePlay Dragon Temple, WePlay Ultimate Fighting League, OMEGA League и др.
Заключительный мейджор сезона Dota Pro Circuit 2021 по киберспортивной дисциплине Dota 2 проходил со 2 по 13 июня 2021 года, местом его проведения выбрана площадка WePlay Esports Arena Kyiv в Национальном Экспоцентре Украины (ВДНГ). Призовой фонд турнира составил 500 000 $ и 2700 очков DPC.
Украиноязычную трансляцию WePlay AniMajor организовала Федерация киберспорта Украины (руководитель — Иван Данишевский).
Предыдущий крупный турнир по Dota 2, состоявшийся в Киеве — Kiev Major.
Чтобы усилить эффект от японской стилистики турнира, специально из Японии привезли популярного диджея Tokyo Machine.

## Формат турнира
Турнир стартовал 2 июня 2021 с этапа под названием Wild Card, в ходе которого шесть команд сыграли серию матчей в формате best of two (лучший из двух игр). Две команды, показавшие лучший результат, вышли в групповой этап. На групповом этапе, который состоялся 7 июня, матчи тоже проводились в формате best of two. Команды, занявшие первые два места на групповом этапе, вышли в плей-офф верхней сетки. Две команды, набравшие наименьшее количество очков, выбыли. Остальные перешли в плей-офф нижней сетки.
В плей-офф, который стартовал 9 июня, все матчи проводились до двух побед (best of three). Финал турнира прошел 12 июня, формат —best of five.

## Участники
На WePlay AniMajor по Dota 2 квалифицировалось 18 коллективов.
В стадию плей-офф прошли: Virtus.pro (Восточная Европа), The Alliance (Западная Европа), Team Aster (Китай), T1 (Юго-Восточная Азия), Quincy Crew (Северная Америка), NoPing e-sports (Южная Америка).
На групповой этап вышли: Team Spirit (Восточная Европа), Team Liquid (Западная Европа), PSG.LGD (Китай), TNC Predator (Юго-Восточная Азия), Evil Geniuses (Северная Америка), beastcoast (Южная Америка).
На Wild Card сыграли: AS Monaco Gambit (Восточная Европа), Team Nigma (Западная Европа) и Team Secret (Западная Европа), Vici Gaming (Китай) и Invictus Gaming (Китай), Execration (Юго-Восточная Азия).
Победитель получил приглашение на The International 10 — главный чемпионат по Dota 2 с призовым фондом более чем в 40 миллионов долларов, который пройдет в августе 2021, поскольку заработал достаточно DPC очков.
Как и предыдущий мейджор в Сингапуре, WePlay AniMajor прошел без зрителей в связи с неблагоприятной эпидемиологической обстановкой, вызванной пандемией коронавируса. Во время турнира сделали более 3 тыс. тестов на Covid-19

## Победители
| Место | Команда          | Призовые  | DPC |
| ----- | ---------------- | --------- | --- |
| 1     | PSG.LGD          | 200 000 $ | 500 |
| 2     | Evil Geniuses    | 100 000 $ | 450 |
| 3     | T1               | 75 000 $  | 400 |
| 4     | Vici Gaming      | 50 000 $  | 350 |
| 5—6   | Quincy Crew      | 25 000 $  | 300 |
| 5—6   | Team Nigma       | 25 000 $  | 300 |
| 7—8   | Team Spirit      | 12 500 $  | 200 |
| 7—8   | TNC Predator     | 12 500 $  | 200 |
| 9—12  | Virtus.pro       | —         | —   |
| 9—12  | Alliance         | —         | —   |
| 9—12  | Team Aster       | —         | —   |
| 9—12  | NoPing e-sports  | —         | —   |
| 13    | Team Liquid      | —         | —   |
| 14    | beastcoast       | —         | —   |
| 15    | Invictus Gaming  | —         | —   |
| 16    | Team Secret      | —         | —   |
| 17    | Execration       | —         | —   |
| 18    | AS Monaco Gambit | —         | —   |